# Rally Isla de Man
El Rally Isla de Man, oficialmente Rally Isle of Man, es una competición de rally que se disputa anualmente en la Isla de Man desde el año 1963. Los primeros años fue conocido como Manx International Rally y fue puntuable para el Campeonato de Europa de Rally. Desde 2002 forma parte del calendario del campeonato de Irlanda y del campeonato Británico.
En la prueba han destacado y vencido diversos pilotos británicos como Roger Clark, con tres victorias, Tony Pond y Russell Brookes, ambos con cuatro, Martin Rowe con tres, Richard Burns o los hermarnos Colin y Jimmy McRae. Pero también han vencido pilotos extranjeros, como los finlandeses Ari Vatanen, Pentti Airikkala y Henri Toivonen, el belga Patrick Snijers y el alemán Armin Schwarz. El primer piloto local en lograr una victoria fue Mark Higgins en el año 2000, hecho que repetiría en tres ocasiones más.

## Ganadores
| Año         | Edición                                     | Piloto           | Copiloto         | Vehículo                    | Series    |
| ----------- | ------------------------------------------- | ---------------- | ---------------- | --------------------------- | --------- |
| 1963        | 1. Manx Rally                               | Reg McBride      | Don Barrow       | Allardette                  |           |
| 1964        | 2. Manx Rally                               | Dave Friswell    | Keith Binns      | Mini Cooper S               |           |
| 1965        | 3. Manx Rally                               | Tony Fall        | Dave Fawcett     | Mini Cooper S               |           |
| 1966        | 4. Manx Rally                               | Dennis Easthorpe | Dennis Craine    | Ford Cortina GT             |           |
| 1967        | 5. Manx Rally                               | Norman Harvey    | Terry Vaux       | Mini Cooper S               |           |
| 1968        | 6. Manx Rally                               | John Huyton      | Bob Corrin       | Ford Cortina GT             |           |
| 1969        | 7. Manx Rally                               | Colin Malkin     | John Davenport   | Hillman Imp                 |           |
| 1970        | 8. Manx Trophy Rally                        | Chris Slater     | John Davenport   | Ford Escort TC              |           |
| 1971        | 9. Manx International Trophy Rally          | Roger Clark      | Henry Liddon     | Ford Escort RS1600          |           |
| 1972        | 10. Manx International Trophy Rally         | Roger Clark      | Jim Porter       | Ford Escort RS1600          |           |
| 1973        | 11. Manx International Trophy Rally         | Adrian Boyd      | John Davenport   | Ford Escort RS1600          |           |
| 1974        | 12. Manx International Trophy Rally         | Cahal Curley     | Austin Frazer    | Porsche                     |           |
| 1975        | 13. Manx International Trophy Rally         | Roger Clark      | Jim Porter       | Ford Escort RS1800          |           |
| 1976        | 14. Manx International Trophy Rally         | Ari Vatanen      | Peter Bryant     | Ford Escort RS1800          |           |
| 1977        | 15. Manx International Trophy Rally         | Pentti Airikkala | Risto Virtanen   | Vauxhall Chevette HSR       |           |
| 1978        | 16. Manx International Trophy Rally         | Tony Pond        | Fred Gallagher   | Triumph TR7                 |           |
| 1979        | 17. Manx International Trophy Rally         | Russell Brookes  | Paul White       | Ford Escort RS1800          |           |
| 1980        | 18. Manx International Trophy Rally         | Tony Pond        | Fred Gallagher   | Triumph TR7                 |           |
| 1981        | 19. Manx International Trophy Rally         | Tony Pond        | Mike Nicholson   | Vauxhall Chevette HSR       |           |
| 1982        | 20th Rothmans Manx International Rally      | Jimmy McRae      | Ian Grindrod     | Opel Ascona 400             | ERC       |
| 1983        | 21st Rothmans Manx International Rally      | Henri Toivonen   | Fred Gallagher   | Opel Manta 400              | ERC       |
| 1984        | 22nd Rothmans Manx International Rally      | Jimmy McRae      | Mike Nicholson   | Opel Manta 400              | ERC       |
| 1985        | 23rd Tudor Webasto Manx International Rally | Russell Brookes  | Mike Broad       | Opel Manta 400              | ERC       |
| 1986        | 24th Tudor Webasto Manx International Rally | Tony Pond        | Rob Arthur       | MG Metro 6R4                | ERC       |
| 1987        | 25th Tudor Webasto Manx International Rally | Jimmy McRae      | Ian Grindrod     | Ford Sierra RS Cosworth     | ERC       |
| 1988        | 26th Tudor Webasto Manx International Rally | Patrick Snijers  | Dany Colebunders | BMW M3                      | ERC       |
| 1989        | 27th Tudor Webasto Manx International Rally | Russell Brookes  | Neil Wilson      | Ford Sierra RS Cosworth     | ERC       |
| 1990        | 28th Manx International Rally               | Russell Brookes  | Neil Wilson      | Ford Sierra RS Cosworth     | ERC       |
| 1991        | 29th Manx International Rally               | Colin McRae      | Derek Ringer     | Subaru Legacy RS            | ERC       |
| 1992        | 30th Manx International Rally               | Colin McRae      | Derek Ringer     | Subaru Legacy RS            | ERC       |
| 1993        | 31st Manx International Rally               | Richard Burns    | Robert Reid      | Subaru Legacy RS            | ERC       |
| 1994        | 32nd Manx International Rally               | Malcolm Wilson   | Bryan Thomas     | Ford Escort RS Cosworth     | ERC       |
| 1995        | 33rd Manx International Rally               | Frank Meagher    | Michael Maher    | Ford Escort RS Cosworth     | ERC       |
| 1996        | 34th Manx International Rally               | Armin Schwarz    | Denis Giraudet   | Toyota Celica GT-Four ST205 | ERC       |
| 1997        | 35th Manx International Rally               | Martin Rowe      | Nicky Beech      | Renault Mégane Maxi         |           |
| 1998        | 36th Sony Manx International Rally          | Martin Rowe      | Derek Ringer     | Renault Mégane Maxi         |           |
| 1999        | 37th Sony Manx International Rally          | Martin Rowe      | Derek Ringer     | Renault Mégane Maxi         |           |
| 2000        | 38th Manx International Rally               | Mark Higgins     | Bryan Thomas     | Vauxhall Astra Kit Car      |           |
| 2001        | Cancelado                                   | Cancelado        | Cancelado        | Cancelado                   | Cancelado |
| 2002        | 39th Manx International Rally               | Mark Higgins     | Craig Thorley    | Toyota Corolla WRC          |           |
| 2003        | 40th Manx International Rally               | Jonny Milner     | Nicky Beech      | Toyota Corolla WRC          |           |
| 2004        | 41st Gibbs Aquada Manx International Rally  | Jonny Milner     | Nicky Beech      | Subaru Impreza WRC          |           |
| 2005        | 2nd Manx International Rally                | Mark Higgins     | Bryan Thomas     | Ford Focus RS WRC 02        |           |
| 2006        | 43rd Rally Isle of Man                      | Eugene Donnelly  | Paul Kiely       | Toyota Corolla WRC          |           |
| 2007        | 44th Rally Isle of Man                      | Eugene Donnelly  | Paul Kiely       | Subaru Impreza WRC          |           |
| 2008        | 45th Rally Isle of Man                      | Mark Higgins     | Rory Kennedy     | Subaru Impreza WRX STI      |           |
| 2009        | 46th Rally Isle of Man                      | Mark Higgins     | Bryan Thomas     | Subaru Impreza WRX STI      |           |
| 2010        | 47th Rally Isle of Man                      | Keith Cronin     | Barry McNulty    | Subaru Impreza WRX STI      |           |
| 2011        | Cancelado                                   | Cancelado        | Cancelado        | Cancelado                   | Cancelado |
| 2012        | 48th Rally Isle of Man                      | Steven Quine     | Richard Skinner  | Mitsubishi Lancer Evo VI    |           |
| 2013        | 49th Rally Isle of Man                      | Arron Newby      | Rob Fagg         | Subaru Impreza N11          |           |
| 2014        | 50th Rally Isle of Man                      | Arron Newby      | Rob Fagg         | Subaru Impreza N11          |           |
| 2015        | Rally Isle of Man                           | Steve Colley     | Andrew Cowley    | Mitsubishi Lancer Evo IX    |           |
| 2016        | Rally Isle of Man                           | Elfyn Evans      | Craig Parry      | Ford Fiesta R5              |           |
| 2017        | Isle of Man Rally                           | Keith Cronin     | Mikie Galvin     | Ford Fiesta R5              |           |
| 2022        | Manx Rally                                  | Neil Roskell     | Andrew Roughead  | Ford Fiesta R5              |           |
| Referencias |                                             |                  |                  |                             |           |